# 宏觀演化
宏觀演化（英語：Macroevolution），又譯宏演化、巨觀演化、巨演化、大演化、廣演化、廣進化，是在物種水準或以上的尺度上的演化，與微觀演化不同，微觀演化指的是物種或種群內等位基因頻率的較小進化變化。宏觀演化和微觀演化在不同的時間尺度上描述了基本相同的過程 。
物種形成的過程可能屬於兩者的範圍，取決於驅動它的力量。 古生物學，演化發育生物學，比較基因組學，和基因組學的地層學，為宏觀演化的模式和過程提供了大部分證據。

## 参阅
- 過渡化石
- 物种形成
- 微演化